# Neu Poserin
Neu Poserin è un comune di 492 abitanti del Meclemburgo-Pomerania Anteriore, in Germania.
Appartiene al circondario di Ludwigslust-Parchim ed è amministrato dall'Amt Goldberg-Mildenitz.